# Umpila
Umpila är ett kritiskt utrotningshotat pama-nyunganskt språk som talas i nordöstra Kap Yorkhalvön. Umpila har tre ömsesidigt begripliga dialekter: Umpila, Kuuku Ya'u och Kaanju.
Umpila är agglutinerande. Den vanligaste ordföljden är subjekt–objekt–verb.